# Chace Crawford
Christopher Chace Crawford, född 18 juli 1985 i Lubbock, Texas, är en amerikansk skådespelare. Han spelar bland annat Nathaniel Nate Archibald i TV-serien Gossip Girl.
Han har även medverkat i filmen Loaded tillsammans med Jesse Metcalfe. 2014 medverkande Chace också i Glee avsnittet "100".
Chace fick kontrakt med den första talangagenten han pratade med.

## Filmografi i urval
- 2007 – Gossip Girl (TV-serie)
- 2008 – Loaded
- 2012 – What to Expect

## Priser
| År   | Award             | Grupp                          | Serie       | Resultat |
| ---- | ----------------- | ------------------------------ | ----------- | -------- |
| 2008 | Teen Choice Award | "Choice TV Breakout Star Male" | Gossip Girl | Vann     |